# Izbeglii
Izbeglii (Bulgaars: Избеглии) is een dorp in Bulgarije. Het dorp is gelegen in de gemeente Asenovgrad, oblast Plovdiv. Het dorp ligt hemelsbreed ongeveer 23 km ten zuidoosten van Plovdiv en 155 km ten zuidoosten van de hoofdstad Sofia. 

## Bevolking
Op 31 december 2020 telde het dorp Izbeglii 802 inwoners, een lichte stijging ten opzichte van 745 personen in de officiële volkstelling van februari 2011. Desalniettemin is het inwonertal gehalveerd vergeleken met het maximum van 1.602 inwoners in 1946.
|  |

De meeste inwoners waren in 2011 etnische Bulgaren (720 van de 728 ondervraagden).
| Etnische samenstelling van de respondenten (2011) | Etnische samenstelling van de respondenten (2011) | Etnische samenstelling van de respondenten (2011) | Etnische samenstelling van de respondenten (2011) | Etnische samenstelling van de respondenten (2011) |
| ------------------------------------------------- | ------------------------------------------------- | ------------------------------------------------- | ------------------------------------------------- | ------------------------------------------------- |
|                                                   |                                                   |                                                   |                                                   |                                                   |
| Bulgaren                                          | Bulgaren                                          |                                                   | 98,9%                                             | 98,9%                                             |
| Turken                                            | Turken                                            |                                                   | 0,8%                                              | 0,8%                                              |
| Roma                                              | Roma                                              |                                                   | 0,0%                                              | 0,0%                                              |
| Anders/onbekend                                   | Anders/onbekend                                   |                                                   | 0,3%                                              | 0,3%                                              |

Asenovgrad · Batsjkovo · Bor · Bojantsi · Gornoslav · Dobrostan · Dolnoslav · Izbeglii · Izvorovo · Konoesj · Kosovo · Kozanovo · Lenovo · Ljaskovo · Mostovo · Moeldava · Naretsjenski Bani · Novakovo · Novi Izvor · Oresjets · Patriarch Evtimovo · Sini Vrach · Stoevo · Topolovo · Tri Mogoli · Oezoenovo · Tsjerven · Vrata · Zjalt Kamak · Zlatovrach